# 不信任动议
不信任动议，又俗称倒阁，是一种议会議案，一般适用于議會制及半总统制国家的议会。传统上由反对派提交给议会，希望打败政府（內閣）或使政府难堪。在少数情况下，它也可能由对政府已失去信心的昔日支持者放入议会的议程，该议案由议会投票决定通过或拒绝。一般而言，假如议会表决通过不信任动议或无法通过信任动议，阁揆（内阁）只有两个选择，一是阁员全部辞职（辞职后，亦可以复任），二是解散议会并进行议会大选（一般情况下，只有一次重新大选的机会，假如经重新大选后仍然无法获得信任，则内阁垮台）。

此制度源于18世纪末叶，值美國獨立戰爭，英军屡败时。时英国下议院通过决议称：「本议院毋可就现任各大臣身保信任。」致时任英国首相诺斯勋爵請辭。虽未即时成為定例，亦開後制先河。

## 历史
世界上最早的不信任动议发生于1782年3月，美国独立战争的英军在约克敦战役战败后，大不列颠王国议会表决通过“对首相无法信任”案，英国首相诺斯勋爵向英國君主乔治三世提出辞职书。这次表决并未成为一个宪政惯例，但在19世纪初，首相试图在没有议会多数的情况下工作的尝试被证明是失败的；19世纪中，在英国正式产生了通过不信任动议来中止一个政府的方法。这一程序有的被正式列在宪政惯例中，如英国；或者被明显记载在宪法中，如德国。
其中一个最有名的不信任动议例子就是“格兰迪决议”。发生第二次世界大战时的意大利王国，1943年末意大利逐渐被盟军击败，1943年7月24日，盟军登陆意大利本土一星期后，最后一次法西斯大委员会会议在威尼斯宫举行。会议上，法务大臣迪诺·格兰迪提出了对意大利独裁者墨索里尼的不信任动议，原因为墨索里尼领导下的意大利殖民帝国连战失利，提议解除墨索里尼的首相职务并将权力转移至意大利国王维克多·埃马纽埃尔三世，以19票赞成、8票反对和1票弃权通过，墨索里尼下台，并导致了1943年9月意大利法西斯的倒台及意大利投降。
在议会制国家，政府经常发起一个信任动议作为对不信任动议的回答，按照盎格鲁-撒克逊议会程序，信任动议优先于不信任动议，因此取代不信任动议的表决。
在总统制国家，有时国会会通过不信任动议，比如1950年代针对美国国务卿迪安·歌德拉姆·艾奇逊，但这样的不信任动议只有象征意义，并不能逼使行政官员辞职，但国会拥有弹劾行政官员的权力，包括总统。

### 议会制
当政府失去责任议院（即直接选举的下议院，但在某些国家议会两院都是有责任的，如意大利总理须同时获得两院的信任投票）信任后，国家元首也可以拒绝进行新的大选，从而迫使政府成员立即辞职，或另提名新的内阁取代旧有政府。这一程序在不同国家存在差异，例如在德国，反对党在发动不信任动议（德語：Misstrauensvotum）的同时需要提出一个总理候选人，这样的不信任动议同时也需要是对新候选人的信任动议，目的是为了使总理一职不悬置，避免国家危机。此外，德国政府可以主动向议会提出信任动议（德語：Vertrauensfrage），以确认议会是否仍持有对政府的信任。与英国制度不同，德国总理失去议会信任后不是自己辞职，而是被德国联邦总统罢免。在意大利，意大利总统虽然只作为虚位元首，但拥有任免意大利总理的权力。
不信任动议可以针对整个政府或针对政府中的一员（包括首相），有时即使一个不信任动议没有通过的可能性，但依旧可能被提出，其目的要么是对政府施加压力，目的是为了窘迫政府或出于政治原因。在许多议会民主制国家里，不信任动议的次数是有限的，比如每四、五或六个月可以提出一次，因此何时提出不信任动议也是一个政治考虑。假如因不重要的事就提出不信任动议的话，那么在短期内发生重大事务后便无法提出不信任动议。
现代的两党制民主国家不常见通过不信任动议，在大多数情况下，政党内纪律足以保证多数派的政党击败不信任动议。如果执政党的成员可能变节，政府一般会改变其政策来保证不失去议会信任，通过不信任动议的情况通常是政府政党的微弱多数被补选或变节消除。政府经常宣称重要的议案充当不信任动议，这可用来避免议会的不同政见成员投票反对。有时政府可能在投票中失败，因为政府政党的成员可能未到齐或反对派过早地结束辩论，但是在这种情况下，首相不常选择辞职或要求大选。在威斯敏斯特体系中，假如预算法案不获议会通过，政府也必须辞职或解散议会，因为一个无法预算的政府无法工作。

### 半总统制
在多党派的国家中因多个党派必须联合组成联合政府，此不信任动议更常发生。这个结构可以导致小党派颠覆政府而新政府无法组成的情况，因此可以导致政府的上任时间非常短暂。
如比利时创造541天连续没有政府的吉尼斯世界纪录。许多人认为这是法国第三共和、第四共和和德国魏玛共和不稳定的原因。多数欧洲国家包括意大利、希腊、和总理制度以色列和日本近年来也面临类似问题。北欧国家如芬兰、冰岛等因长期组成多党联合政府，联合政府在组阁前已达成协议。因此组阁等问题未曾有碰壁的状况。
为了对付这个状况，法国在第五共和后，将许多行政权力移交给总统，由议会制转为半总统制，对总统无法提交不信任动议及弹劾，但国民议会仍可以提交不信任动议，解散总理领导的政府，提前举行国会选举，若执政党胜出，总统可再任命同党的总理。德国战后为了避免通过多个不信任动议，使用阻碍小党的选举规则，在建设性不信任动议的宪法条款中规定，反对党必须在提交不信任动议的同时建议一个总理候选人来防止无政府状态。

## 各国状态

### 日本
二战以后，日本常发生不信任的动议，几乎每一年都有，其频繁解散的众议院的其中4次也是因为信任动议不通过或不信任动议通过引起，混蛋解散便是其中一个。（日本国宪法第67条）
安倍晋三的内阁就包含8次，光是第三次安倍內閣就有4次，且最近几次都以极大差距被否决。
例如2019年（令和元年）6月25日第四次安倍內閣不信任被否决，其差距达到189。